# Freyrites
Freyrites es un género de foraminífero bentónico invalidado por ser propuesto informalmente como sustituto de Conilites de la subfamilia Forschiinae, de la familia Tournayellidae, de la superfamilia Tournayelloidea, del suborden Fusulinina y del orden Fusulinida. Su especie tipo sería Ammobaculites? dinantii. Su rango cronoestratigráfico abarcaría desde el Tournaisiense superior hasta el Viseense inferior (Carbonífero inferior).

## Discusión
Algunas clasificaciones más recientes incluirían Freyrites en el suborden Tournayellina, del orden Tournayellida, de la subclase Fusulinana y de la clase Fusulinata.

## Clasificación
Freyrites incluía a la siguiente especie:
- Freyrites dinantii